# Shaun Cassidy
Pour les articles homonymes, voir Cassidy.
Shaun Cassidy (né le 27 septembre 1958 à Hollywood) est un ancien musicien, reconverti dans le cinéma et la télévision. Il est le fils de Jack Cassidy et de Shirley Jones et le demi-frère de David Cassidy.

## Carrière
Shaun Cassidy a créé notamment les séries culte American Gothic, une étrange série fantastique, et Invasion, une série de science-fiction avec William Fichtner et Eddie Cibrian. Ces deux séries sont d'ailleurs très appréciées, et continuent d'intéresser le public[réf. nécessaire]. On lui doit aussi la série Roar (en) avec Heath Ledger et plus récemment la sitcom Ruby and The Rockits.
Parallèlement à cela, Cassidy a réalisé des vidéos pour soutenir la grève des scénaristes de 2007-2008.
Il interprétait Joe Hardy dans la célèbre série télévisée The Hardy Boys/Nancy Drew Mysteries dans les années 1970, d'après les romans de Franklin W. Dixon.
Il est apparu dans la série Arabesque dans l'épisode Meurtre en La mineur en 1987.
Marié à trois reprises, il est le père de huit enfants.

## Filmographie

### Acteur

#### Cinéma
- 1976 : Born of Water : Christopher Wentworth Hewlitt

#### Courts-métrages
- 1995 : Your Studio and You

#### Télévision

##### Séries télévisées
- 1963 : Hôpital central : Dusty Walker (1987)
- 1977-1979 : The Hardy Boys/Nancy Drew Mysteries : Joe Hardy
- 1980-1981 : Breaking Away (en) : Dave Stoller
- 1985 : American Playhouse : David Dischinger
- 1987 : Arabesque, saison 3 épisode 14 (Meurtre en la mineur) : Chad Singer
- 1988 : Alfred Hitchcock présente : Dale Thurston
- 1988 : Matlock : Craig Gentry

##### Téléfilms
- 1979 : Like Normal People : Roger Meyers
- 1988 : Le Dernier Western (Once Upon a Texas Train) : Cotton
- 1988 : Roots: The Gift : Edmund Parker Jr.

### Réalisateur

#### Télévision

##### Séries télévisées
- 2000 : FBI Family

### Producteur

#### Télévision

##### Séries télévisées
- 1995 : American Gothic
- 1997 : Roar (en)
- 2000-2001 : FBI Family
- 2001 : Espions d'État (The Agency)
- 2003 : Cold Case: Affaires classées
- 2004-2005 : La Famille Carver
- 2005-2006 : Invasion
- 2009 : Ruby & the Rockits
- 2011-2012 : Blue Bloods
- 2014 : Hysteria
- 2017 : Emerald City

##### Téléfilms
- 1991 : Cat's les tueurs d'hommes
- 1998 : Hollyweird
- 2008 : Inseparable
- 2012 : The Frontier
- 2017 : Redliners

### Parolier

#### Cinéma
- 2011 : 388 Arletta Avenue

#### Télévision

##### Séries télévisées
- 1977-1978 : James at 16
- 1982 : Solid Gold

##### Téléfilms
- 1976 : Dawn: Portrait of a Teenage Runaway
- 1977 : Kaptain Kool and the Kongs Present ABC All-Star Saturday

### Scénariste

#### Télévision

##### Séries télévisées
- 1995-1996 : American Gothic
- 1997 : Roar (en)
- 1997-1998 : Players, les maîtres du jeu
- 2000 : FBI Family
- 2002 : Espions d'État (The Agency)
- 2004 : La Famille Carver
- 2005-2006 : Invasion
- 2009 : Ruby & the Rockits
- 2014 : Hysteria
- 2017 : Emerald City

##### Téléfilms
- 1991 : Cat's les tueurs d'hommes
- 1994 : L'amour poursuite
- 1998 : Hollyweird
- 2008 : Inseparable
- 2017 : Redliners